# Нови папа
Нови папа (енгл. The New Pope) је телевизијска серија коју је створио Паоло Сорентино. Наставак је серије Млади папа (2016). Глумачку поставу предводе Џуд Ло и Џон Малкович. Произведена је у копродукцији између Италије, Француске и Шпаније.
Исто као и њен претходник, серија је добила изузетно позитивне рецензије критичара, док су је поједини критиковали да промовише антикатолицизам.

## Радња
Након девет месеци и неколико неуспешних трансплантација срца, Лени Белардо, познатији као папа Пријус XIII остаје коматозан, али у међувремену добија култ следбеника и многих људи који га сматрају свецем. Амбасадор Свете столице Бауер саветује Војела да се изабере нови папа како папа Пријус XIII не би постао светски идол. Схвативши да Папска конклава не жели да га одабере за новог папу, Војело се одлучује да преусмери гласове својих сарадника ка благом кардиналу Виљети, који добија име папа Фрања II. Он убрзо бива смењен,након покушаја реформе цркве и замењује га модернији Сер Џон Бранокс,под називом папа Јован Павле III .Поред мистериозне смрти папе Фрање II и одабира новог папе, појављују се и Исламски фанатици који шаљу претеће поруке Ватикану. У наредних неколико месеци владавине папе Јована Павла III, након Војелове оставке и против свих медицинских предвиђања, папа Пријус XIII се буди из коме. Након тога одлази у Рим како би упознао новог папу и како би њих двојица решили који ће од њих остати папа, а који ће се абдицирати са Свете столице.

## Глумачка постава

### Главне улоге
- Џуд Ло као папа Пијус XIII (световно Лени Балардо), коматозни папа[1]
- Џон Малкович као папа Јован Павле III (световно Џон Бранокс), нови папа[2][3]
- Силвио Орландо као кардинал Анђело Војело
- Сесил ду Франс као Софија Дубоа, задужена за маркетинг Свете столице
- Хавијер Камара као кардинал Бернардо Гутијерез, саветник Свете столице
- Лудивајн Сање као Естер Обри, бивша жена члана папске швајцарске гарде[4]
- Маурицио Ломбарди као кардинал Марио Асенте
- Марк Иванир као Бауер, амбасадор Свете столице[5]
- Хенри Гудмен као Дени, батлер Сера Џона Бранокса
- Масимо Ђини као кардинал Спалета,папин лични секретар[6]
- Улрик Томсен као доктор Хелмер Линдегард[6]
- Марсело Ромоло као папа Фрања II[6]

#### У осталим улогама
- Рамон Гарсија као кардинал Агире
- Антонио Петроћели као монсињор Луиђи Кавало, Војелова десна рука
- Кируна Стамел као опатица манастира Свете Терезе, главна часна сестра
- Нора Валдштетен као сестра Лизет
- КикаЂорђију као жена у црвеном
- Томас Арана као Томас Алтбрук, Софијин муж
- Клаудио Бигали као Дулио Гвићардини, министар економије и финансија Италије
- Џенет Хенфреј као лејди Ленокс, сер Џонова мајка
- Тим Барлоу као лорд Ленокс, сер Џонов отац

## Снимање
Снимање је почело у Италији у касној 2018. У новембру 2018. снимање је одржано у Базилици Светог Петра у Ватикану. Неке сцене су снимане у Милану у јануару и фебруару 2019. Продукцијска екипа је снимала у Венецији у јануару и априлу 2019., али је већина снимања одржана у Ћинећети у Риму. У марту 2019. су снимане сцене на тргу Светог Петра. Додатне сцене су снимане у Абруцу и на реци Пијави. Уводна шпица је снимана унутар манастира Светог Ђорђа у Венецији.

## Емитовање
Серија је премијерно емитована 1. септембра 2019. на Филмском фестивалу у Венецији.На телевизији је први пут емитована 10. јануара 2020. на Скај Атлантику у Италији, 12. јануара у Великој Британији и Ирској и 13. јануара на Ејч-Би-Оу.